# Slobozia Conachi
Slobozia-Conachi là một xã thuộc hạt Galați, România. Dân số thời điểm năm 2002 là 7315 người.